# Jeanne Altmann
Jeanne Altmann, född 18 mars 1940 i New York, är en amerikansk primatolog som för närvarande är professor vid Princeton University Hennes specialområde är socialt beteende hos babianer. Hennes avhandling 1974 om fältstudiet av beteenden är en hörnsten i modern beteendeinriktad ekologi och har sedan dess citerats tiotusentals gånger i andra avhandlingar.
Altmann är också känd för utvecklandet av Amboseli Baboon Research Project, ett snart femtiårigt projekt för att utöka kunskapen om babianer, som pågår i Amboseli National Park, i Kenya.